# Бакс (округ, Пенсільванія)
Шаблон:StateAbbr_ 40°20′ пн. ш. 75°07′ зх. д. / 40.34° пн. ш. 75.11° зх. д.
Округ  Бакс (англ. Bucks County) — округ (графство) у штаті  Пенсільванія, США. Ідентифікатор округу 42017.

## Історія
Округ Бакс є одними з перших округів (графств) утворених колоніальним власником Вільямом Пенном в 1682 році.

## Демографія
За даними перепису 
2000 року 
загальне населення округу становило 597635 осіб, зокрема міського населення було 537817, а сільського — 59818.
Серед мешканців округу чоловіків було 293182, а жінок — 304453. В окрузі було 218725 домогосподарств, 160946 родин, які мешкали в 225498 будинках.
Середній розмір родини становив 3,17.
Віковий розподіл населення поданий у таблиці:
| Стать    | До 15 років | 15-21 | 22-29 | 30-39 | 40-49 | 50-65 | 65-85 | Понад 85 |
| -------- | ----------- | ----- | ----- | ----- | ----- | ----- | ----- | -------- |
| Чоловіки | 65303       | 26119 | 25128 | 46954 | 51211 | 47742 | 28571 | 2154     |
| Жінки    | 61894       | 24579 | 25070 | 48679 | 51712 | 49150 | 37300 | 6069     |

## Суміжні округи
- Нортгемптон — північ
- Воррен, Нью-Джерсі — північний схід
- Гантердон, Нью-Джерсі — північний схід
- Мерсер, Нью-Джерсі — схід
- Берлінгтон, Нью-Джерсі — південний схід
- Філадельфія — південь
- Монтгомері — захід
- Лігай — північний захід

## Виноски
1. ↑  U.S. Decennial Census. United States Census Bureau. Архів оригіналу за 26 квітня 2015. Процитовано 5 березня 2015.
2. ↑  Historical Census Browser. University of Virginia Library. Архів оригіналу за 11 серпня 2012. Процитовано 5 березня 2015.
3. ↑  Forstall, Richard L., ред. (24 березня 1995). Population of Counties by Decennial Census: 1900 to 1990. United States Census Bureau. Архів оригіналу за 20 березня 2015. Процитовано 5 березня 2015.
4. ↑  Census 2000 PHC-T-4. Ranking Tables for Counties: 1990 and 2000 (PDF). United States Census Bureau. 2 квітня 2001. Архів оригіналу (PDF) за 18 грудня 2014. Процитовано 5 березня 2015.
5. ↑  State & County QuickFacts. United States Census Bureau. Архів оригіналу за 7 липня 2011. Процитовано 30 серпня 2014. [Архівовано 2011-08-06 у Wayback Machine.](англ.) Наведено за англійською вікіпедією.
6. ↑  American FactFinder. Бюро перепису населення США. Архів оригіналу за 26 лютого 2012. Процитовано 31 січня 2008. [Архівовано 2008-05-21 у Wayback Machine.]

| США | Це незавершена стаття з географії США. Ви можете допомогти проєкту, виправивши або дописавши її. |